# Zbrodnia w Bełzie
Zbrodnia w Bełzie – zbrodnia popełniona przez oddział Ukraińskiej Powstańczej Armii (UPA) w nocy z 24 na 25 marca 1944 roku w mieście Bełz w powiecie sokalskim, w dawnym województwie lwowskim. Ofiarą zbrodni padły 104 osoby narodowości polskiej, wśród nich przynajmniej jedno dziecko.
Zbrodnia w Bełzie była największą zbrodnią UPA w powiecie sokalskim i jedną z największych w całej Małopolsce Wschodniej.

## Przed zbrodnią
Od początku 1943 roku na terenie województwa wołyńskiego trwało ludobójstwo ludności polskiej dokonywane przez oddziały Ukraińskiej Powstańczej Armii i ludność ukraińską. Spowodowało to exodus Polaków na zachód i południe. W granicznym powiecie sokalskim pierwsi uchodźcy pojawili się jesienią 1943 roku. Wielu z nich zatrzymało się w Bełzie.
Na początku 1944 roku w rezultacie faktycznie dokonanej depolonizacji dużych obszarów Wołynia, oddziały UPA zaczęły wycofywać się na południe, do Małopolski Wschodniej. W styczniu rozpoczął się tam kolejny etap ludobójstwa, a jedną z pierwszych zaatakowanych miejscowości były Madziarki w powiecie sokalskim.

## Przebieg zbrodni
Niezidentyfikowana sotnia UPA, przybyła z obszaru województwa wołyńskiego, podeszła do Bełza od północy późnym wieczorem 24 marca 1944 roku Jako pierwsze uległy zniszczeniu drewniane domostwa na przedmieściach miasta. Przed północą partyzanci UPA dotarli do centrum Bełza, gdzie zastrzelili na rynku kilka osób.
Poza morderstwami cywilów, celem atakujących było także fizyczne zniszczenie ważnych dla Polaków zabytków kultury materialnej. Ograbiono, a później wysadzono w powietrze kościół klasztorny Wniebowzięcia NMP (potocznie kościół dominikański) z połowy XVI w., najstarszy kościół rzymskokatolicki w mieście, a także plebanię, w której do 1941 roku zasiadał zamordowany przez Niemców dziekan bełski Jakub Dymitrowski.
Najwięcej ofiar zginęło w  podpalonym budynku urzędu gminy – następnego dnia miejscowi Polacy odnaleźli tam zwęglone szczątki 47 osób. Wśród zamordowanych w Bełzie znalazło się także 18 uchodźców z Wołynia. Łączna liczba ofiar sięgnęła 104. Nad ranem 25 marca oddziały UPA wycofały się z miasta.
Poza głównym napadem z marca, w 1944 roku zamordowanych zostało jeszcze dwóch mieszkańców Bełza, w pobliskim lesie w czasie wyjazdu po drewno.